# مزداران
مزداران روستایی از توابع بخش مرکزی شهرستان فیروزکوه در استان تهران ایران است. مردم این روستا به زبان مازندرانی صحبت می‌کنند.

## جمعیت
این روستا در دهستان حبله‌رود قرار دارد و براساس سرشماری مرکز آمار ایران در سال ۱۳۸۵، جمعیت آن ۴۴۵ نفر (۱۵۶خانوار) بوده‌است.